# Clematis crassipes
Clematis crassipes är en ranunkelväxtart som beskrevs av Woon Young Chun och F.C. How. Clematis crassipes ingår i släktet klematisar, och familjen ranunkelväxter. Utöver nominatformen finns också underarten C. c. pubipes.